# Герб Тульчинського району
Герб Тульчинського району — один із офіційних символів Тульчинського району Вінницької області. При розробці гербу району враховано всі вимоги історії розвитку геральдики та самобутності краю, об'єднуючи в єдине ціле минуле, теперішнє і майбутнє.

## Опис
Герб Тульчинського району має форму подовженого щита синього кольору. В синьому полі займаючи 2/3 висоти щита розташовані в формі рівнобічного трикутника, основою вгору три золотих снопи жита підв'язані перевеслом. В правій частині верхнього кута щита в червоному прямокутнику розміщений срібний хрест з півмісяцем.
В лівому верхньому куті щита в прямокутнику жовтим кольором, зображено сонце з обличчям людини.
Співвідношення висоти малого герба до його ширини становить приблизно 2/3 до 1/3. Еталоном є картина на якій зображений герб в оригіналі.
Синій, жовтий та золотистий кольори, що переважають в кольоровій гамі малого герба підкреслюють його спорідненість з кольорами національної символіки.
Територія сучасної Тульчинщини в свій час входила в Брацлавське воєводство, під час визвольної війни між Україною та Польщею, 1648–1654 роки, козацькі загони з Тульчина та навколишніх сіл входили до складу Брацлавського полку.
Зображений в червоному колі срібний хрест, в центрі якого вміщено синій щиток із золотим півмісяцем, герб Брацлавського воєводства, є символом співіснування та боротьби за територію, в тому числі і сучасної Тульчинщини, між християнським і мусульманським світом та кінцевої перемоги християн.
Сонце основна частина гербу Подільського краю, Подільської землі, що територіально формується в XIV столітті, одночасно з витісненням з цього краю монголо-татар.
Емблема сонця на Поділлі мала стійку, усталену традицією її вживання, традицію, що губиться в глибині віків.
Великий герб району — щит більша частина якого в обрамлені вибільшеного подільського рушника по краях якого, вишивки чорним і червоним кольором в вигляді ромбів.
З правого боку вертикальної осьової лінії загальної композиції гербу дубове листя з жолудями, з лівого боку, листя та грона калини.
За легендами побузький край заселяли скіфи — орачі, які з давніх часів були хліборобами.
Вишиті на рушнику ромби є магічним знаком родючої землі. Землеробство завжди було основою діяльності мешканців території району.
Розгорнутий рушник характеризує гостинність та відкритість Тульчинського краю, людей, що тут проживають.
Вінок з дубового та калинового листя прикрашений жолудями та червоними гронами калини, на який поставлений герб, є ознаками могутності та багатства, своєрідної та неповторної краси подільського краю. Дуб з давніх часів уособлював сонячну енергію, енергію розвитку та життя.
Калина — дерево українського роду. У сиву давнину вона пов'язувалась з народженням всесвіту вогненної трійці: Сонця, Місяця і Зірки.
Внизу в центральній частині гербу на передньому плані зображено золотистим кольором давньогрецький старовинний інструмент — ліра, символ любові і злагоди, гармонії, духовності і творчості, емблема і атрибут поетів, співаків, музикантів, якими багата Тульчинщина.
Загальна композиція великого гербу поєднує в собі характерні особливості сучасності та історичний період починаючи з XII по XIX століття, а також сягає в глибину багатьох тисячоліть використовуючи символи та знаки наших пращурів, що проживали на цій території.